# 拉比达修道院
拉比达的圣玛利亚修道院是位于西班牙安达卢西亚自治区，韦尔瓦省帕洛斯-德拉弗龙特拉市西南部的一座哥特-穆德哈尔式天主教方济各会修道院。

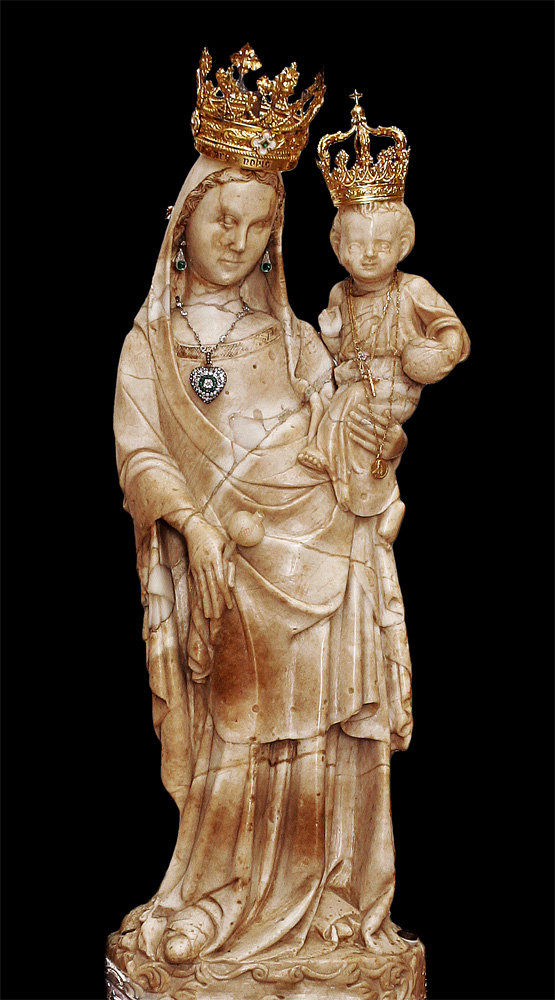
奇迹圣女

## 历史

### 传说
拉比达也是该修道院所在地区的名称。根据传说，迦太基人最早在这个地方为他们的巴力——美刻尔（相当于希腊神话的赫拉克勒斯）建造了一座祭坛。随后，古罗马在布匿战争中取得胜利，迦太基人被灭。后来的罗马人便在此地祭祀女神普洛塞庇娜。

### 中世纪
在罗马帝国衰落后，摩尔人穆斯林占领了这里。他们巩固了防御设施，并建立了一个伊斯兰式僧院，用以训练和基督骑士团相当的圣战者。“拉比达”一词就来自阿拉伯语的“‎”，意指这种带有高塔的防御式建筑。在如今的阳光海岸仍可以看到摩尔人堡垒的遗迹。这些穆斯林苏菲派修道者在防卫边界的同时，也在精神上完善了自己。
到了13世纪，收复失地运动中的卡斯蒂利亚军已经大举南侵。基督圣殿骑士团在奇迹圣女的庇护下，从穆斯林势力手中夺回了拉比达。根据传说，方济各会的创始人亞西西的方濟各在12个门徒的陪伴下来到拉比达，将穆斯林僧院改为方济各会修道院。方济各会的历史学者弗朗西斯科·德冈萨（16世纪）将拉比达方济各会的成立时间确定为1261年9月。然而，也有人将该修道院正式成立时间定为對立教宗本篤十三世发布的教宗诏书的日期，即1412年12月7日。早在1403年，教宗就任命了胡安·罗德里格斯和他的修道团体为拉比达的主教和圣职人员。

### 大航海时代
克里斯托弗·哥伦布于1485年首次拜访了拉比达修道院。他在修道院遇到了弗雷·胡安·佩雷斯和安东尼奥·德·马切纳等修士。由于相似的爱好，哥伦布和他们很快成为了挚友。佩雷斯和马切纳极力帮助哥伦布，向西班牙王室和费尔南多国王寻求出航许可和资助。他们还向哥伦布推荐了当地水手平松兄弟等人。这些经验丰富的水手们后来成为了哥伦布首航舰队的船长和船员。
1493年，哥伦布美洲首航结束。在船队返回故乡帕洛斯港后，马丁·阿隆索·平松大病一场，并于十多天之后不幸去世。根据遗愿，他被埋葬在拉比达修道院。

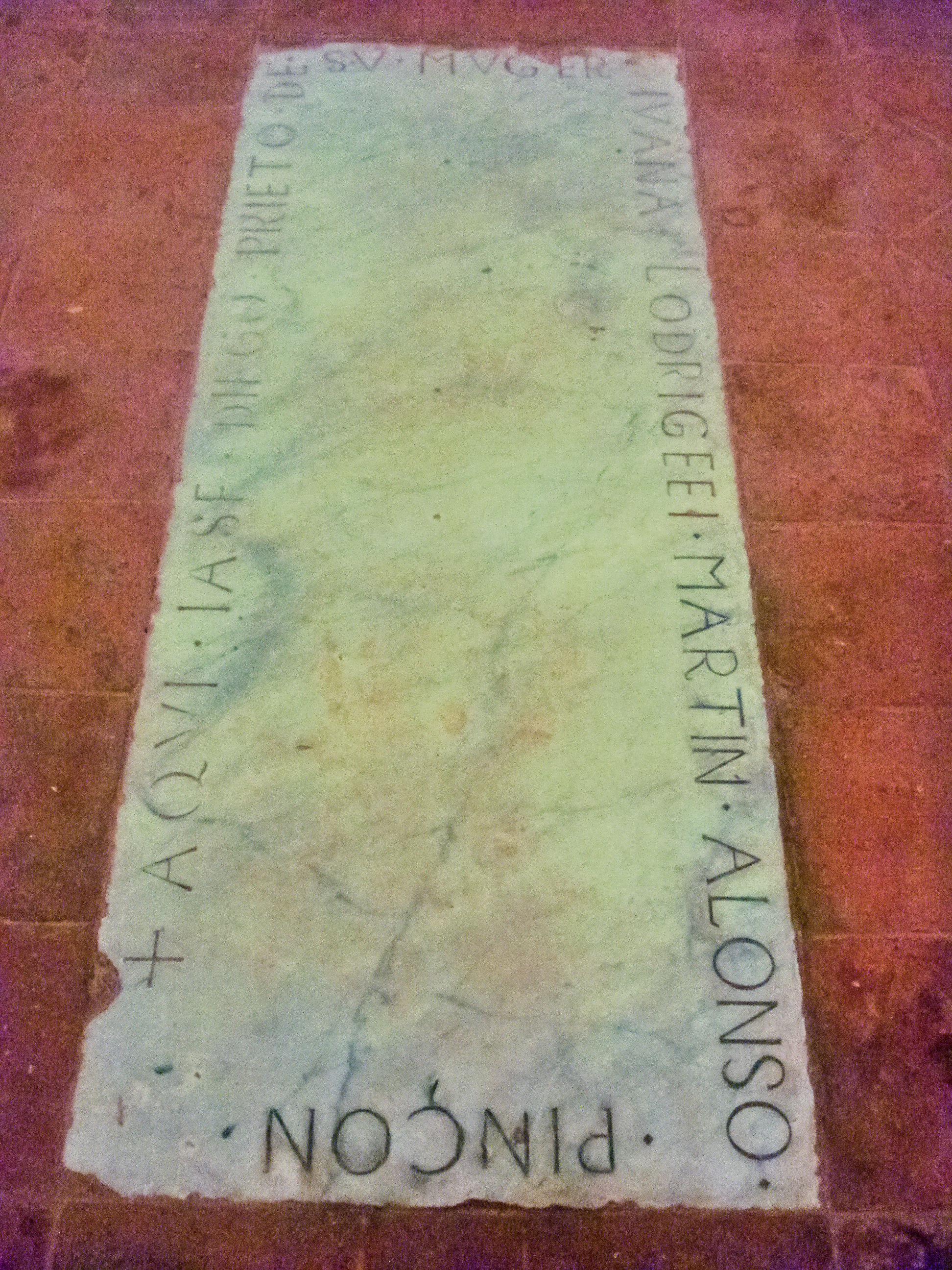
马丁·阿隆索·平松的墓碑
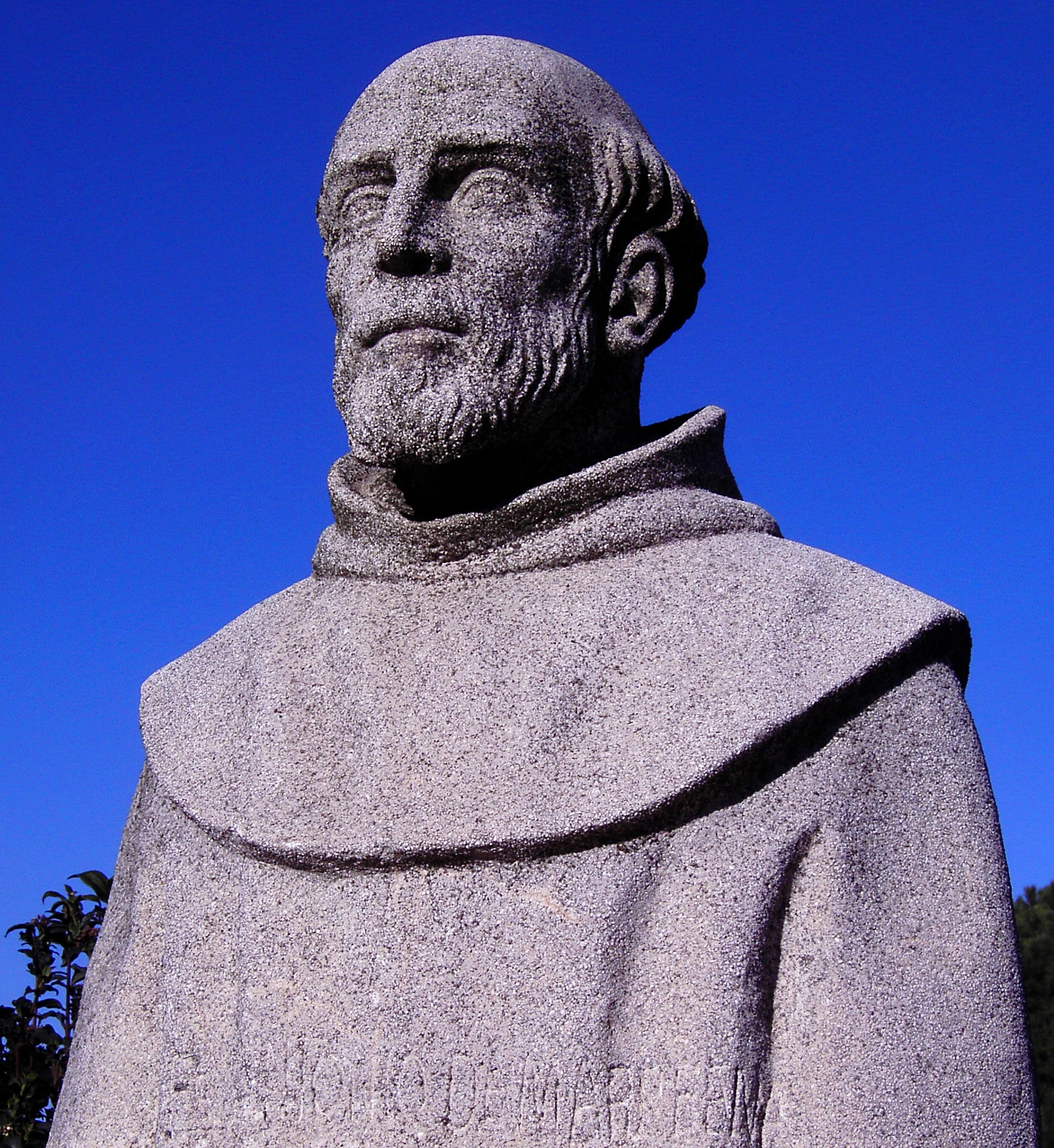
安东尼奥·德·马切纳的雕像
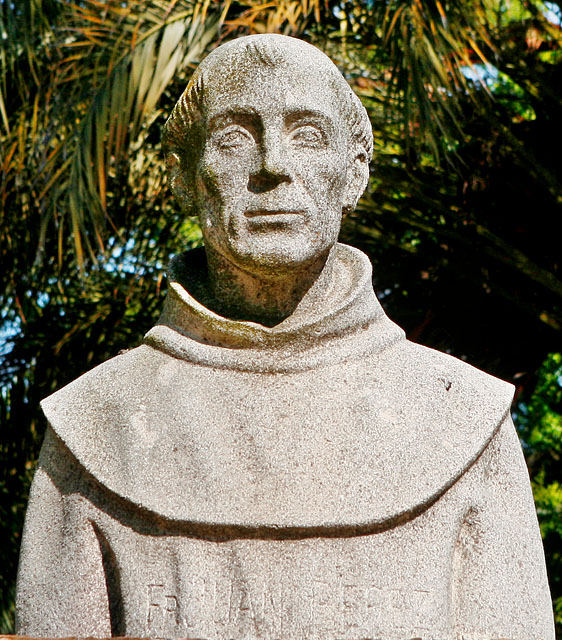
弗雷·胡安·佩雷斯的雕像

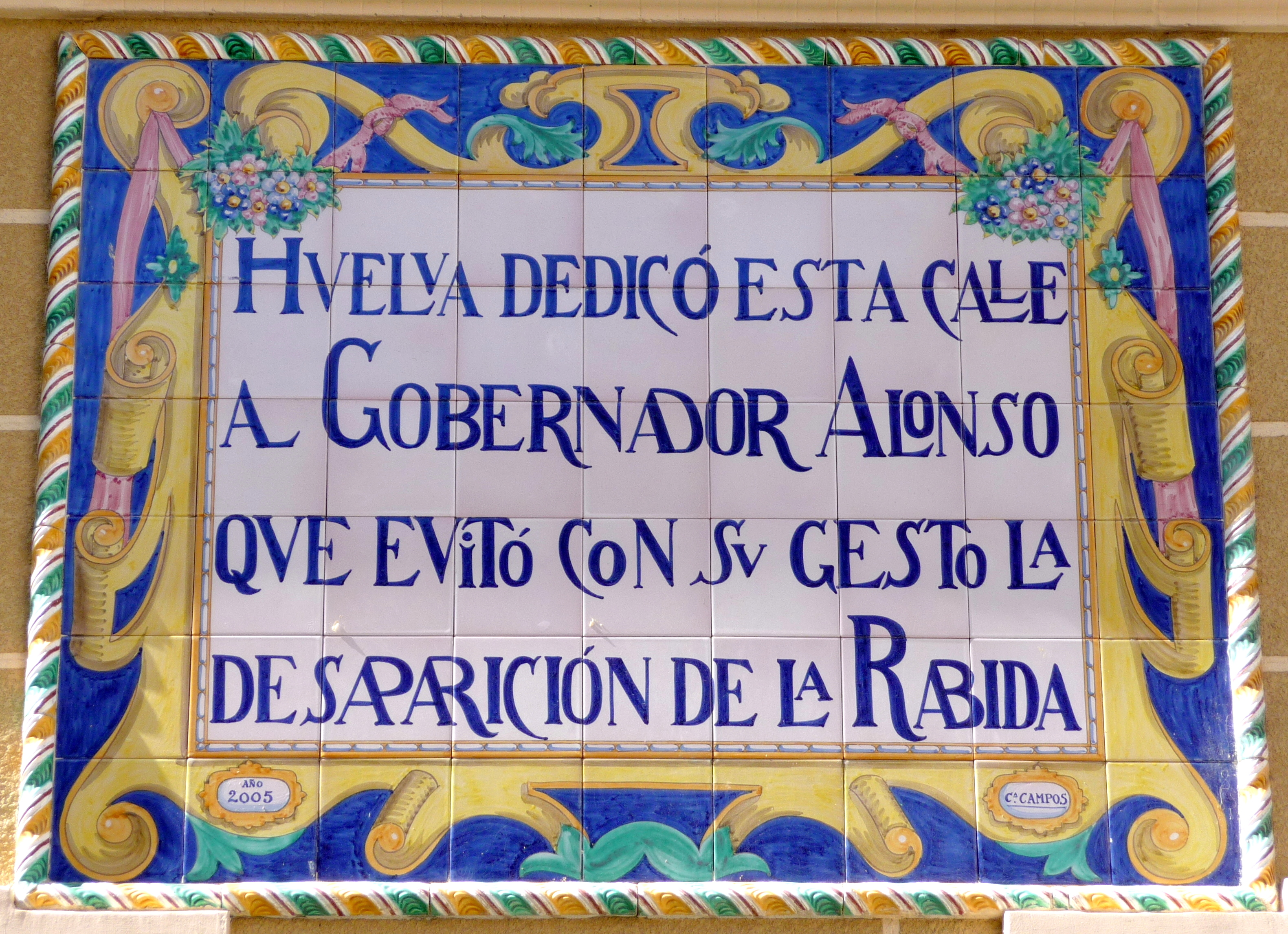
院内瓷砖，为1882年修复工作付出巨大贡献的两位人士表示感谢和敬意。

### 近现代
在半岛战争期间，拉比达修道院受到了一定程度的损毁。在省议会的提案下，修道院的修复工作于1855年完成。1882年，西班牙国王阿方索十二世拜访了修道院，和当时的韦尔瓦省长讨论二次修复的事项，以便十年后哥伦布发现美洲四百周年庆典活动的顺利开展。
1992年8月3日，西班牙国王胡安·卡洛斯一世在修道院内主持了西班牙内阁大臣会议。
1993年6月14日，教宗若望保祿二世到访。

## 建筑
修道院坐落在廷托河入海口附近的一座小山丘上，非常靠近大西洋。
修道院占地面积2,137平方米，是外形不规则的中世纪建筑。5个世纪以来，尽管它保留了始建时期的风格，但整个建筑物已经融入了各种新元素。

### 教堂部分
由于缺少记录，教堂部分的建筑日期无法确定。保存完好的早期建筑是拱形主门。墙上有画家胡安·迪奥斯·费尔南德斯于18世纪创作的10幅画作，它们记录了方濟各的生平。主祭坛上有一座基督雕塑，新雕像取代了在西班牙内战期间被毁的旧雕像。

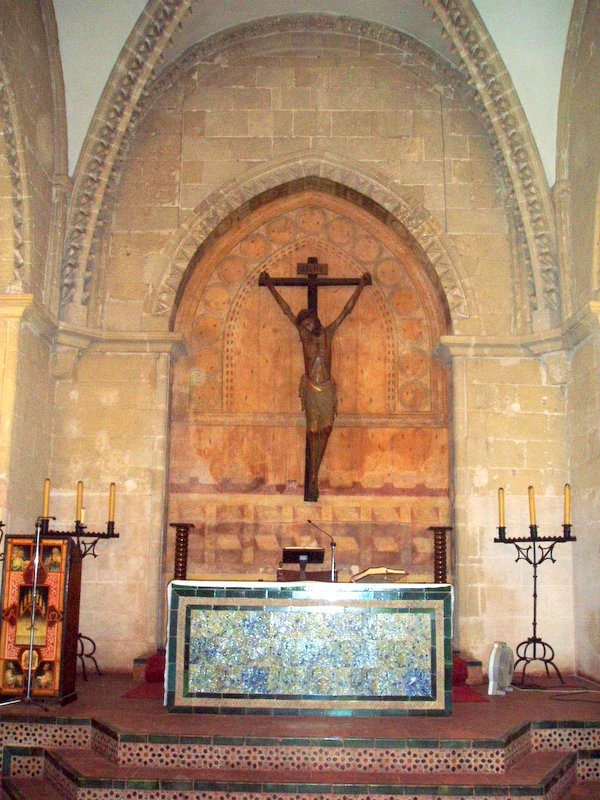
圣坛
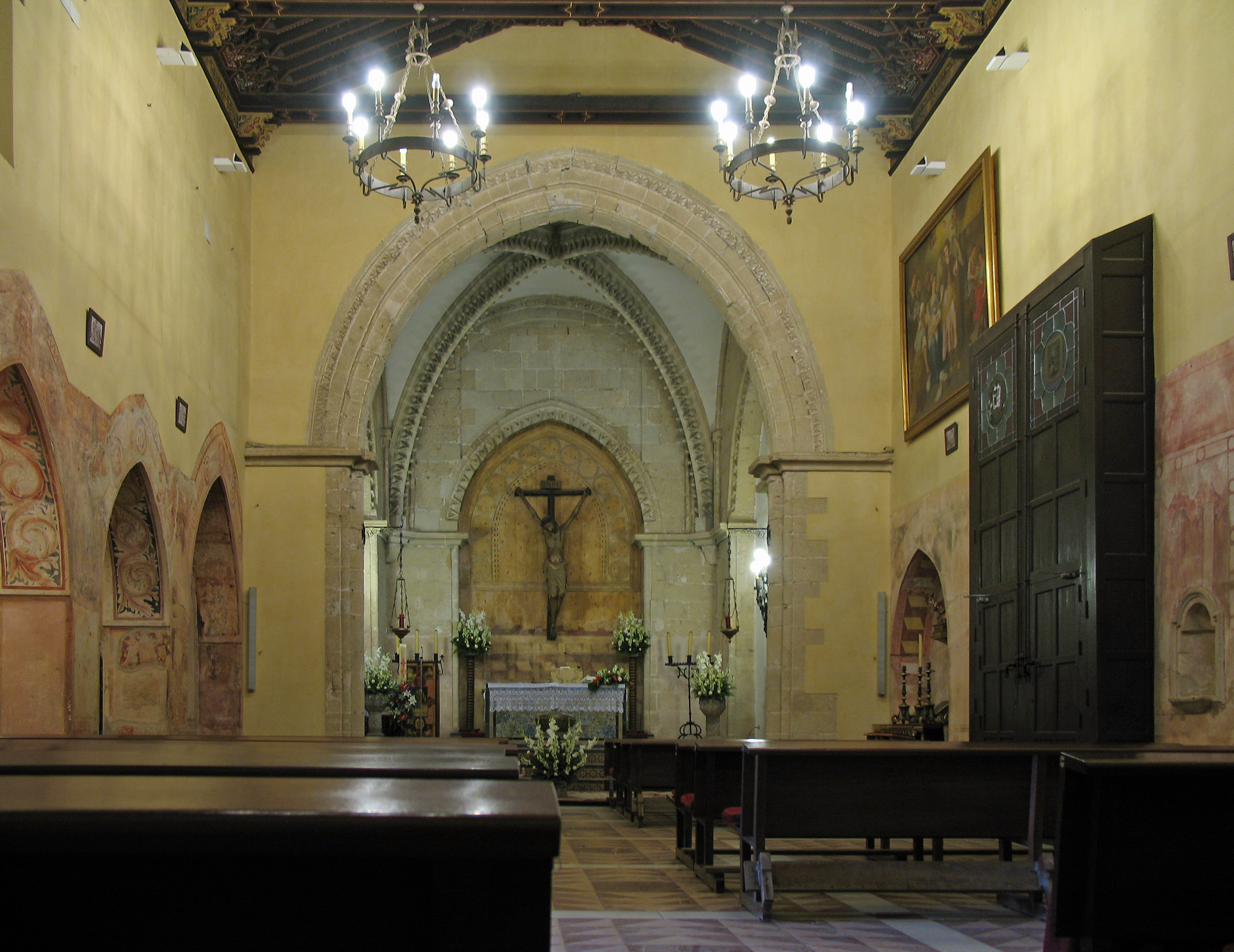
教堂
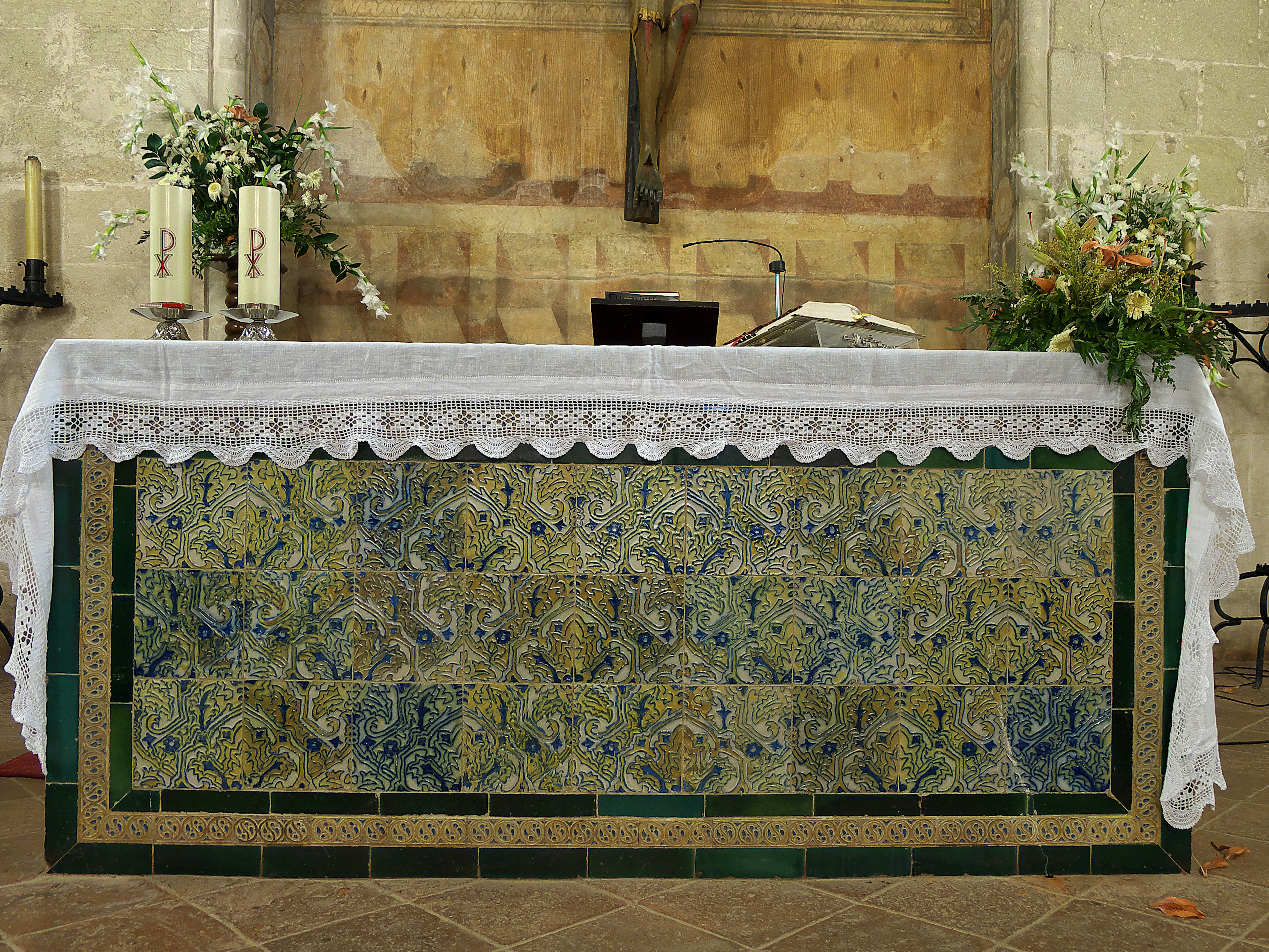
15世纪的瓷砖
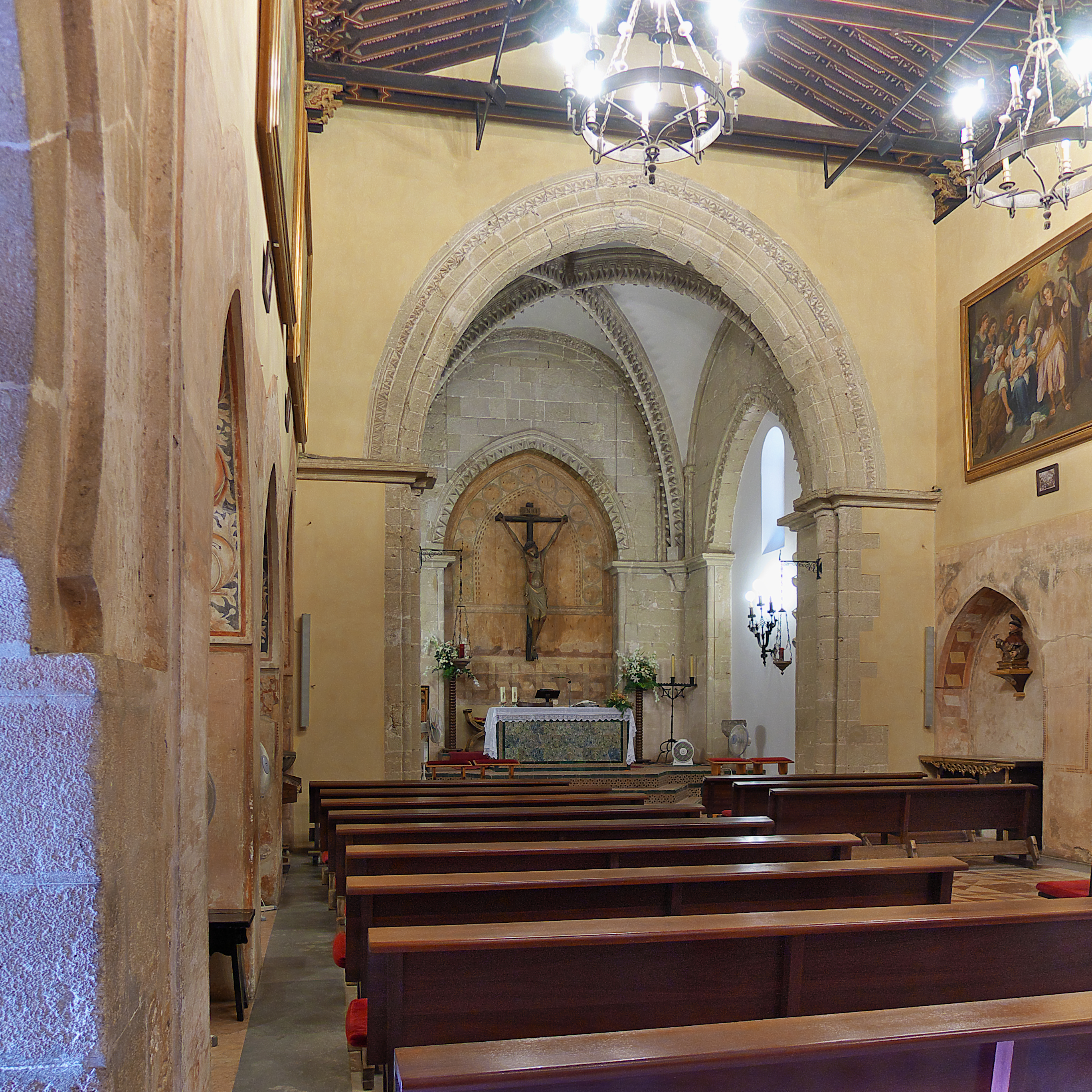
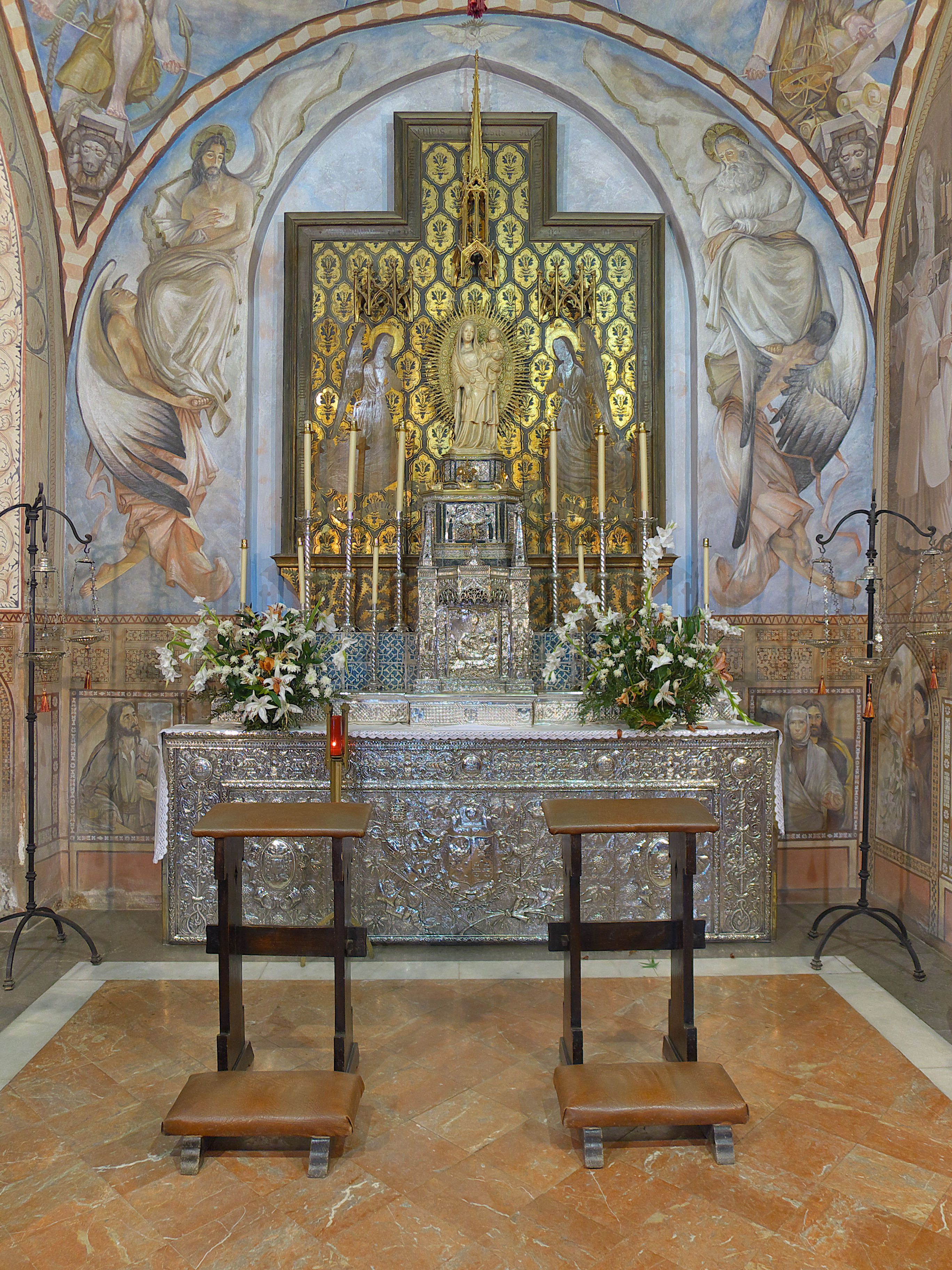
教堂的圣器置放所

### 回廊
穆德哈尔回廊的历史可以追溯到15世纪，它是经历了1755年里斯本大地震后保存完好的建筑之一。在回廊的二层，存放有3个轻快帆船比例模型。它们分别是哥伦布第一次航行时使用的平塔号、尼尼亚号和圣玛利亚号。

### 接待厅
这个接待厅又被称作“哥伦布会议厅”，1992年8月3日的西班牙内阁部长会议就是在这个会议厅召开的。

### 其他房间
- 藏书馆：保存有地理学家胡安·德拉科萨绘制的世界地图。
- 展览室：展示每个美洲国家的旗帜和装有新世界土壤的小型密封容器。[17]

## 花园

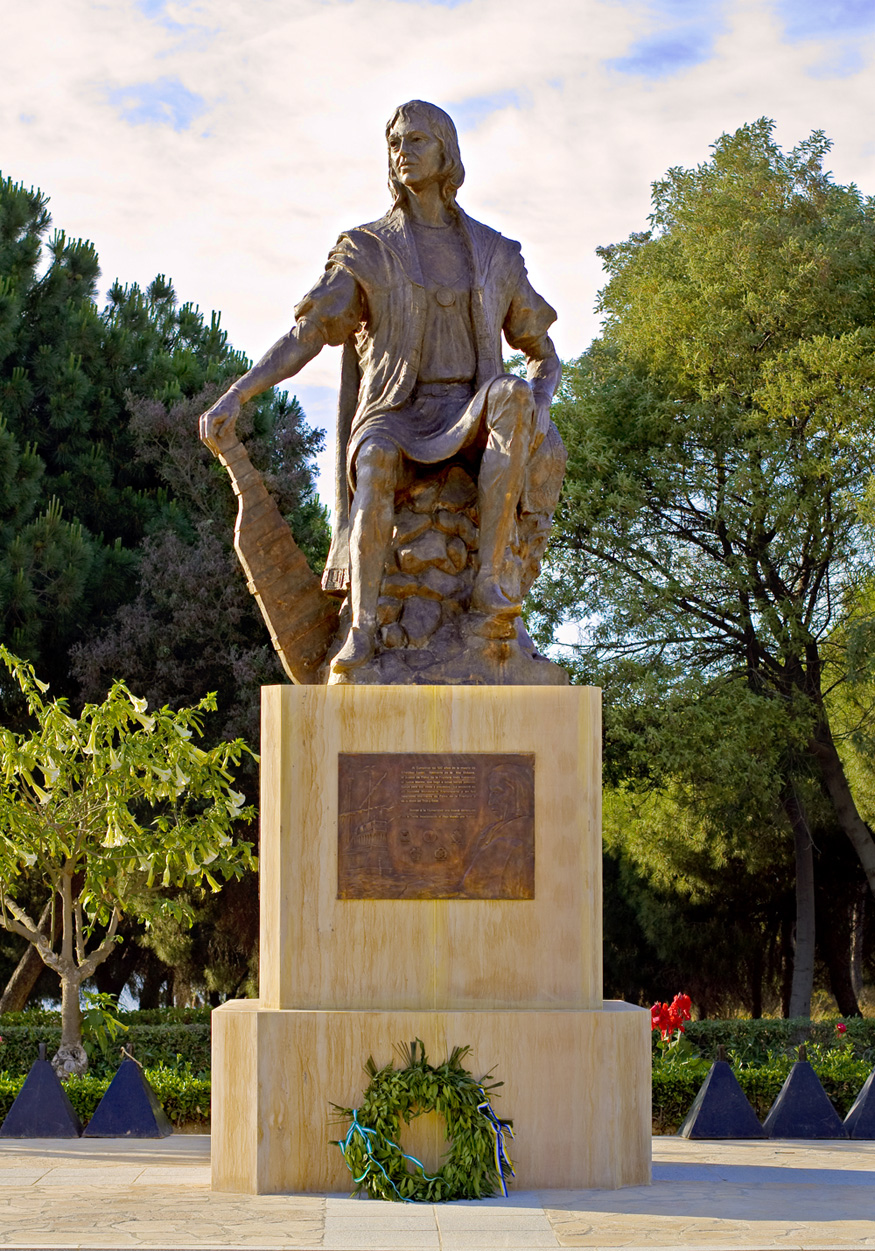
哥伦布纪念碑

修道院外的花园里有一座纪念克里斯托弗·哥伦布海军上将纪念碑。这座纪念碑是在他逝世500周年之际落成的。

## 图集

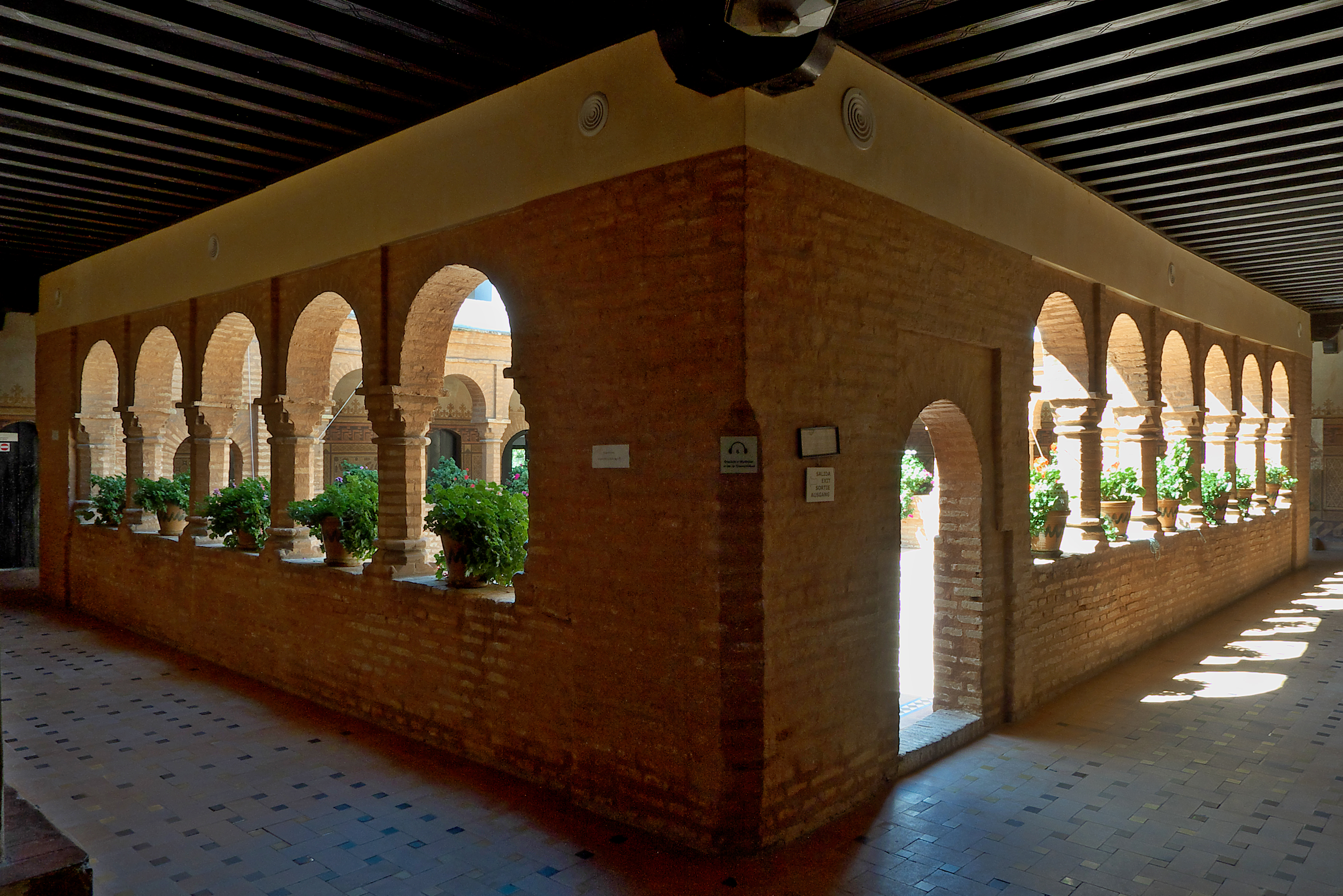
穆德哈尔回廊
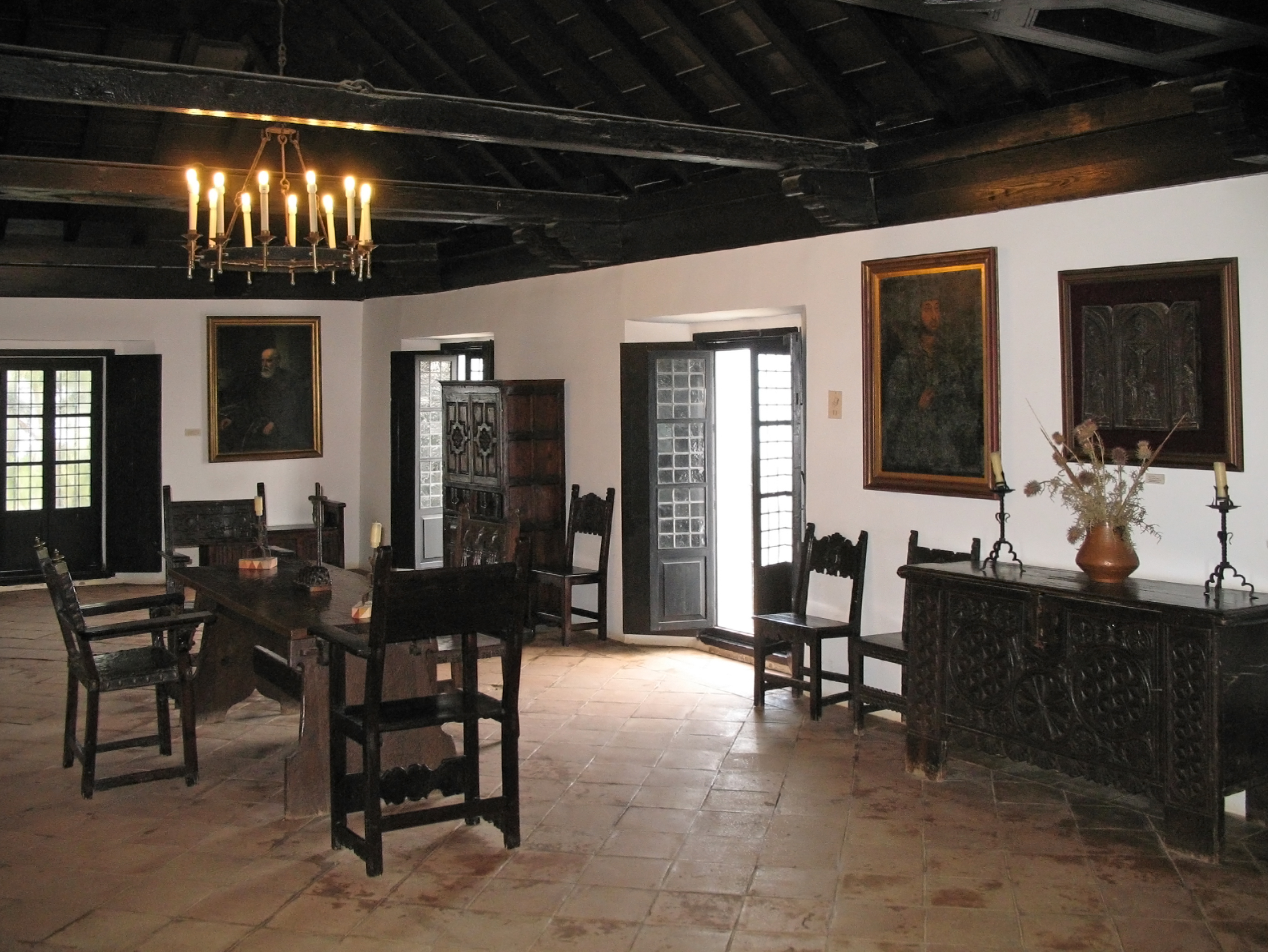
接待厅
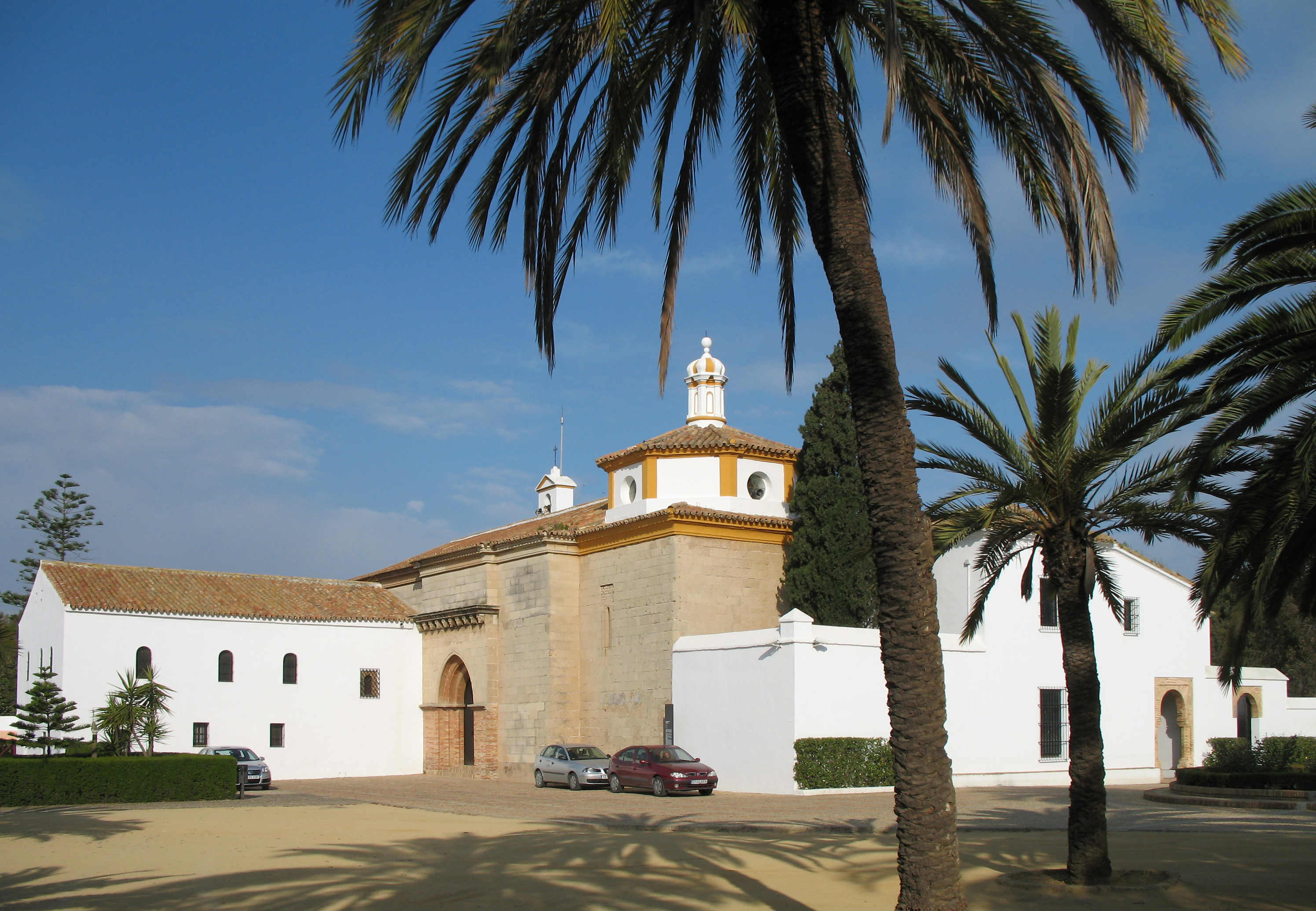
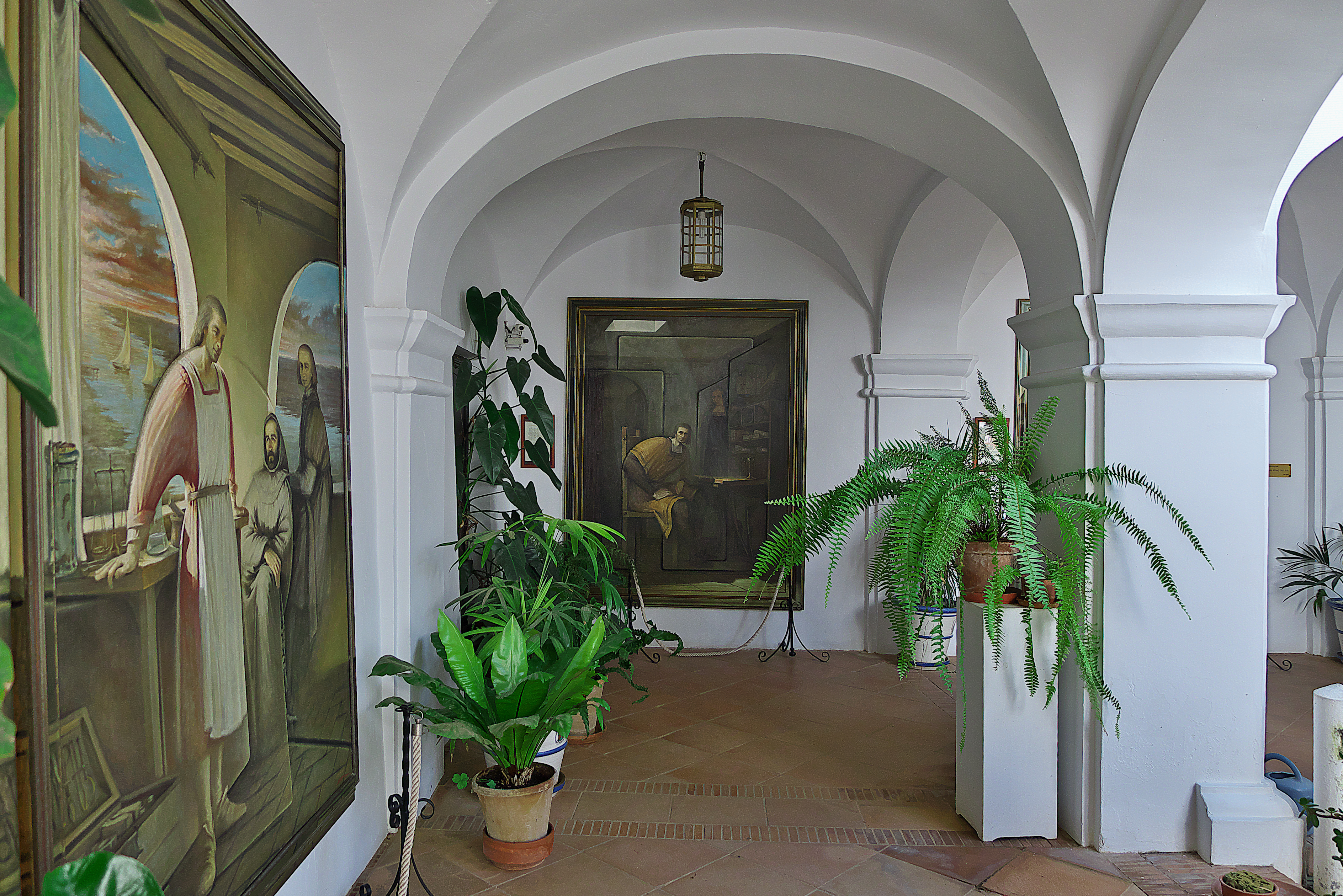
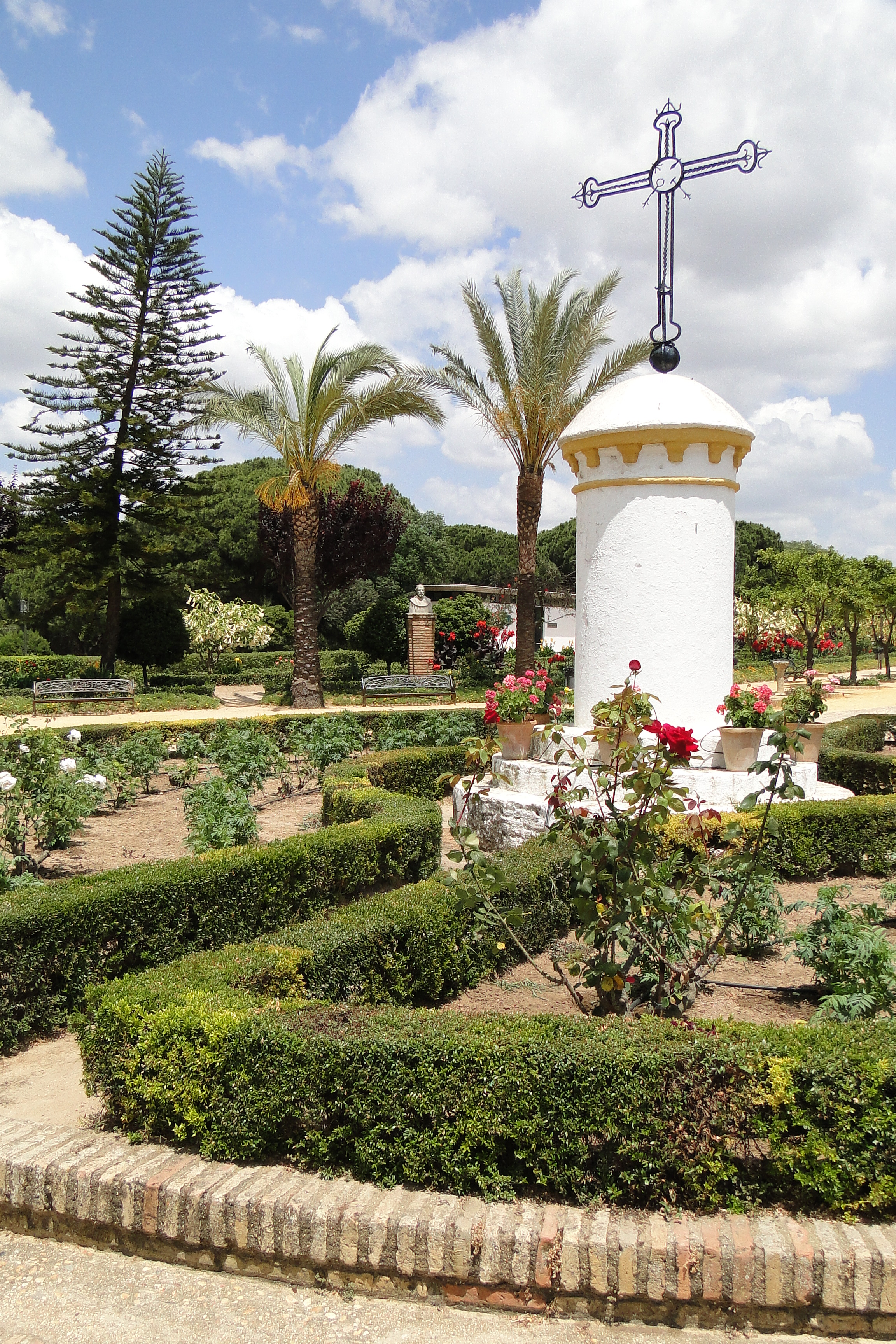

## 脚注
1. ↑  Universidad de la Rábida, Escuela de Estudios Hispano-Americanos. . Editorial CSIC - CSIC Press. : 185. ISBN 9788400063856 （西班牙语）.
2. ↑  Domingo Gómez. . Ediciones Cultura Hispánica. 1964.
3. 1 2 3  SANTIAGO 1714，第90頁
4. 1 2  IZQUIERDO LABRADO, Julio. . 2003  [2007-10-26]. （原始内容存档于2007-10-26） （西班牙语）.
5. ↑  Clara Fernández-Ladreda Aguade, María Jesús Ibiricu, Jesús Arraiza. . Encuentro. 1989  [2018-11-21]. ISBN 9788474902129. （原始内容存档于2018-11-21） （西班牙语）.
6. ↑  Diputación de Huelva. .   [2008-09-29]. （原始内容存档于2008-09-29） （西班牙语）.
7. ↑  ORTEGA 1925，第38-110頁
8. ↑  IZQUIERDO LABRADO, Julio. .   [2004-06-06]. （原始内容存档于2004-06-06） （西班牙语）.
9. ↑  Álvarez de Toledo, Luisa Isabel.  (PDF). Centro de Documentación y Publicaciones. 2000  [2018-11-21]. （原始内容存档 (PDF)于2018-12-21） （西班牙语）.
10. ↑  Evaristo de la Paliza. . www.cervantesvirtual.com.   [2018-11-21]. （原始内容存档于2018-11-21）.
11. ↑  Diputació de Huelva. .   [2008-04-01]. 原始内容存档于2008-04-01.
12. ↑  . casareal.es. Huelva(La Rábida). 1992-08-03. （原始内容存档于2018-11-21） （西班牙语）.
13. ↑  Obispado de Huelva. .   [2008-09-06]. （原始内容存档于2008-10-12） （西班牙语）.
14. ↑  . Google Maps.   [2008-08-09].
15. ↑  GARCÍA 1998，第39-72頁
16. ↑  . Web del Monasterio de La Rábida.   [2007-12-18]. 原始内容存档于2007-12-18.
17. ↑  . Web del Monasterio de La Rábida.   [2007-10-20]. 原始内容存档于2007-10-20.
18. ↑  Europa Press. . www.lukor.com. 2006  [2008-09-07]. （原始内容存档于2008-10-13） （西班牙语）.
19. ↑  . Diputación de Huelva. 2006-04-20. （原始内容存档于2006-05-14） （西班牙语）.